# 李予齡
李予齡（？年—？年），字佺期，字公退，江西豐城縣湖茫人，明朝政治人物。

## 生平
萬歷二十八年（1600年）庚子科江和榜舉人，曾任四川鄰水縣知縣。